# 凌源县
凌源县，中国旧县名。
1914年改建昌县置，治所在今辽宁省凌源市凌源镇。原属热河省，1955年改属辽宁省。1991年撤销，改设凌源市。